# Курицкий стан
Ку́рицкий стан — административно-территориальное образование, существовавшее в составе Курского уезда в XVII—XVIII веках до губернской реформы Екатерины II 1775 года.

## География
Располагался на западе Курского уезда.
В настоящее время на территории бывшего Курицкого стана расположены Конышёвский район (крайняя восточная часть), Курчатовский район (северная половина), Октябрьский район (северная половина), Фатежский район (южная часть), Курский район (северо-западная часть).

## Населённые пункты
Список неполный:
- Авдеева
- Алябьева
- Берлово
- Болваново
- Большое Долженково
- Вожово
- Дюмина
- Жмакино
- Журавинка
- Клесово
- Костельцево
- Лукьянчиково
- Мармыжи
- Мухино
- Провоторова
- Рыжково
- Соглаево
- Чёрный Колодезь
- Ширково
- Шуклино
- Якшина